# ヘルムート・マッケ
ヘルムート・マッケ（Helmuth Macke、1891年7月28日 - 1936年9月8日）はドイツの画家である。

## 略歴
ドイツ西部の、現在のノルトライン＝ヴェストファーレン州のクレーフェルトで生まれた。いとこに前衛画家のグループ「青騎士」で活動した画家のアウグスト・マッケ(1887-1914)がいた。1906年から1909年の間、クレーフェルトの工芸学校でヨハン・トルン・プリッカーに学んだ。同時期の学生にはハインリッヒ・カンペンドンクやヴァルター・ギスケスがいる。1908年に彼らと共同でスタジオを開いた。
1909年にバイエルンの景勝地、テーゲルン湖でフランツ・マルクと知り合い、ミュンヘン新芸術家協会のメンバーに紹介され、マルクは1910年にはジンデルスドルフに夏の宿舎を用意してくれた。1909年から1910年の間は「青騎士」のメンバーと交流し、1912年にはベルリンでエーリッヒ・ヘッケルを通して表現主義のグループ「ブリュッケ」のメンバーと知り合った。1913年にベルリンで開かれた「Erster Deutscher Herbstsalon(最初のドイツ秋季展)」に出展した。
第一次世界大戦では、いとこのアウグスト・マッケは戦死している。大戦後は1925年からクレーフェルトやボンで働いた。1930年にはスイスのアスコナで数か月滞在し、クリスティアン・ロールフスやマリアンネ・フォン・ヴェレフキンとも知り合った。1931年にクレーフェルトに戻り、重工業の企業グループの実業家の支援を受けた。
1933年からボーデン湖近くのヘンメンホーフェン(Hemmenhofen)に住んだ。1936年に船旅中に事故で水死した。

## 作品

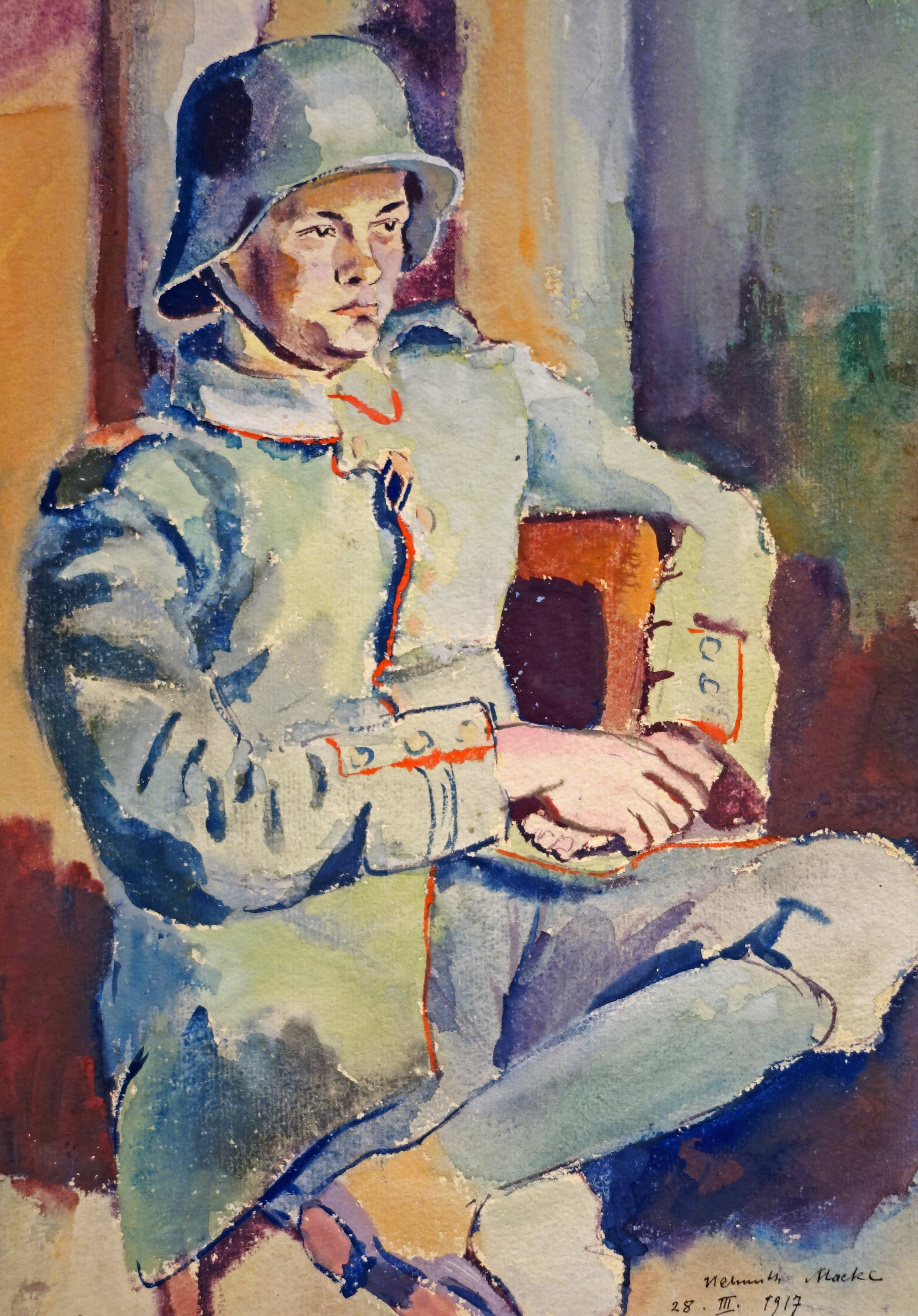
鉄カブト姿の自画像
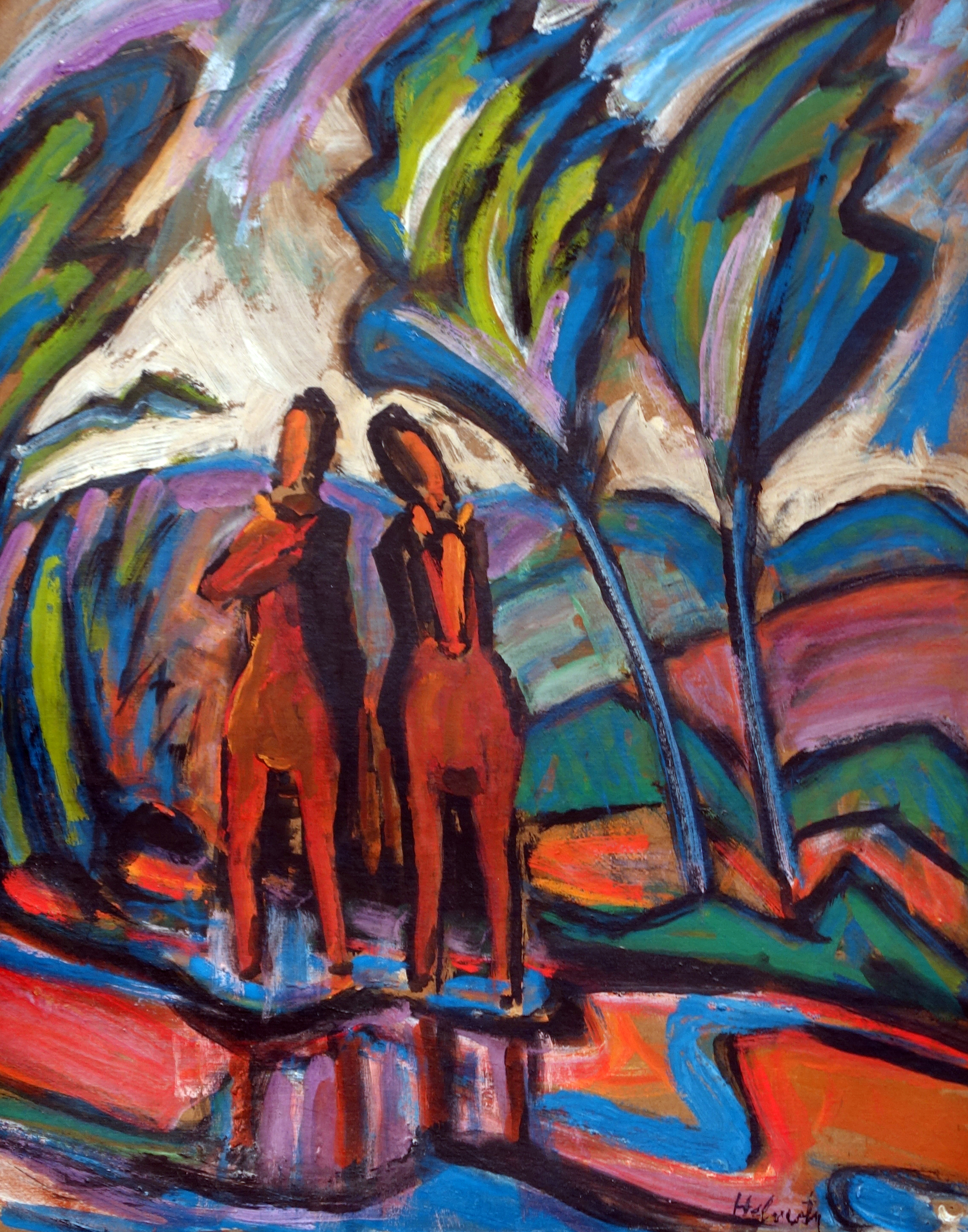
2人の騎士
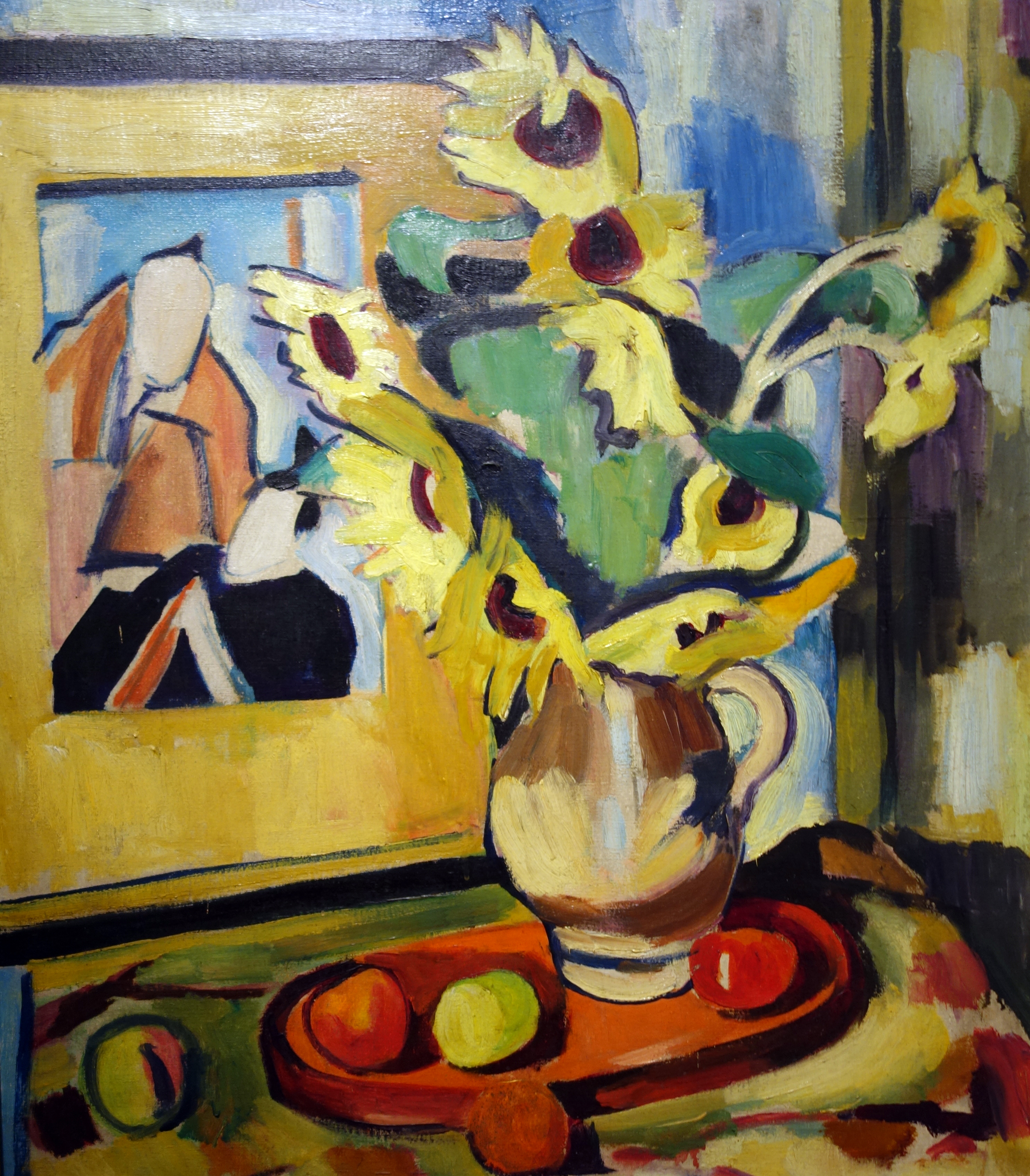
ひまわりのある静物画
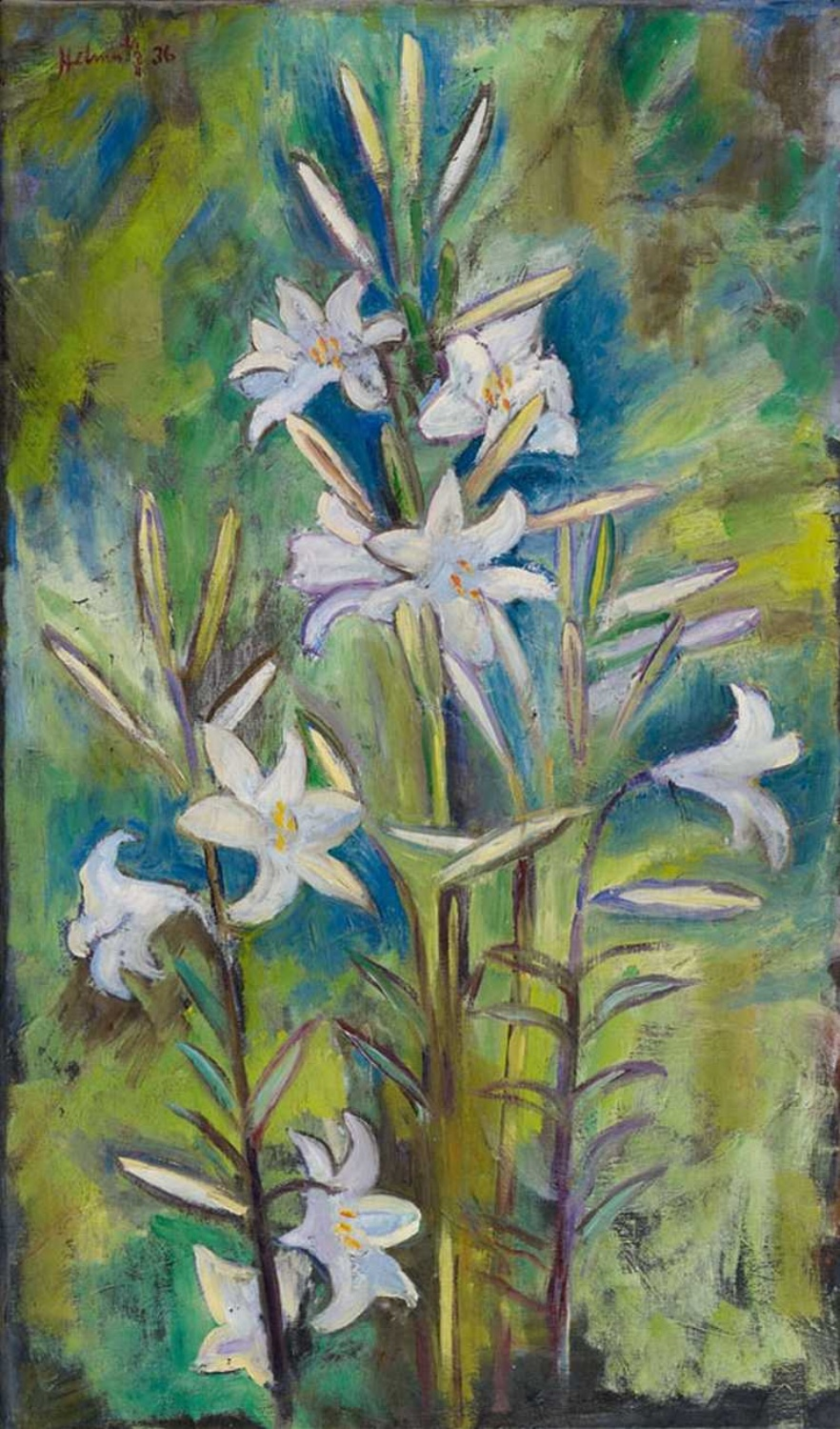
ユリ(1836)

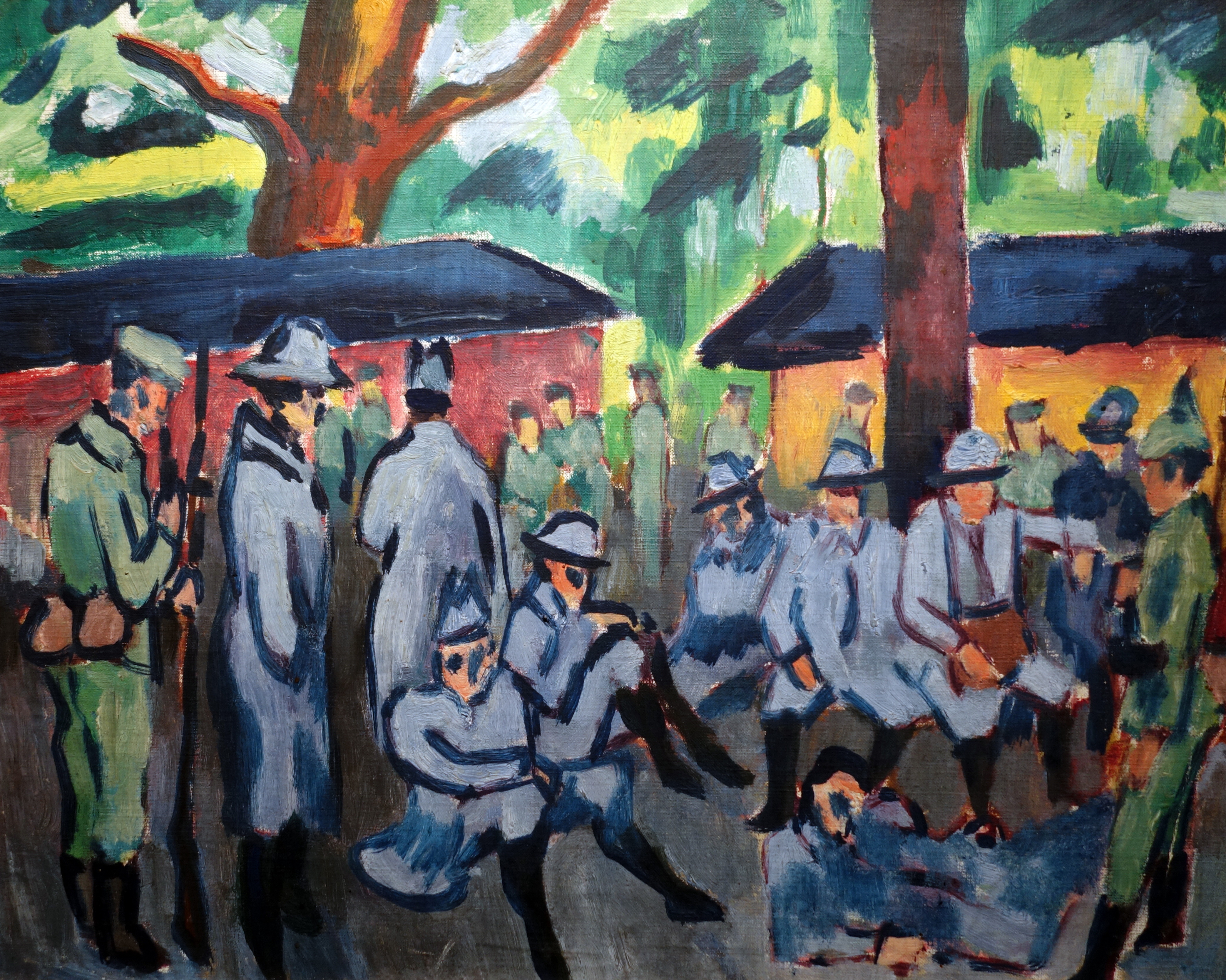
休憩中の兵士たち
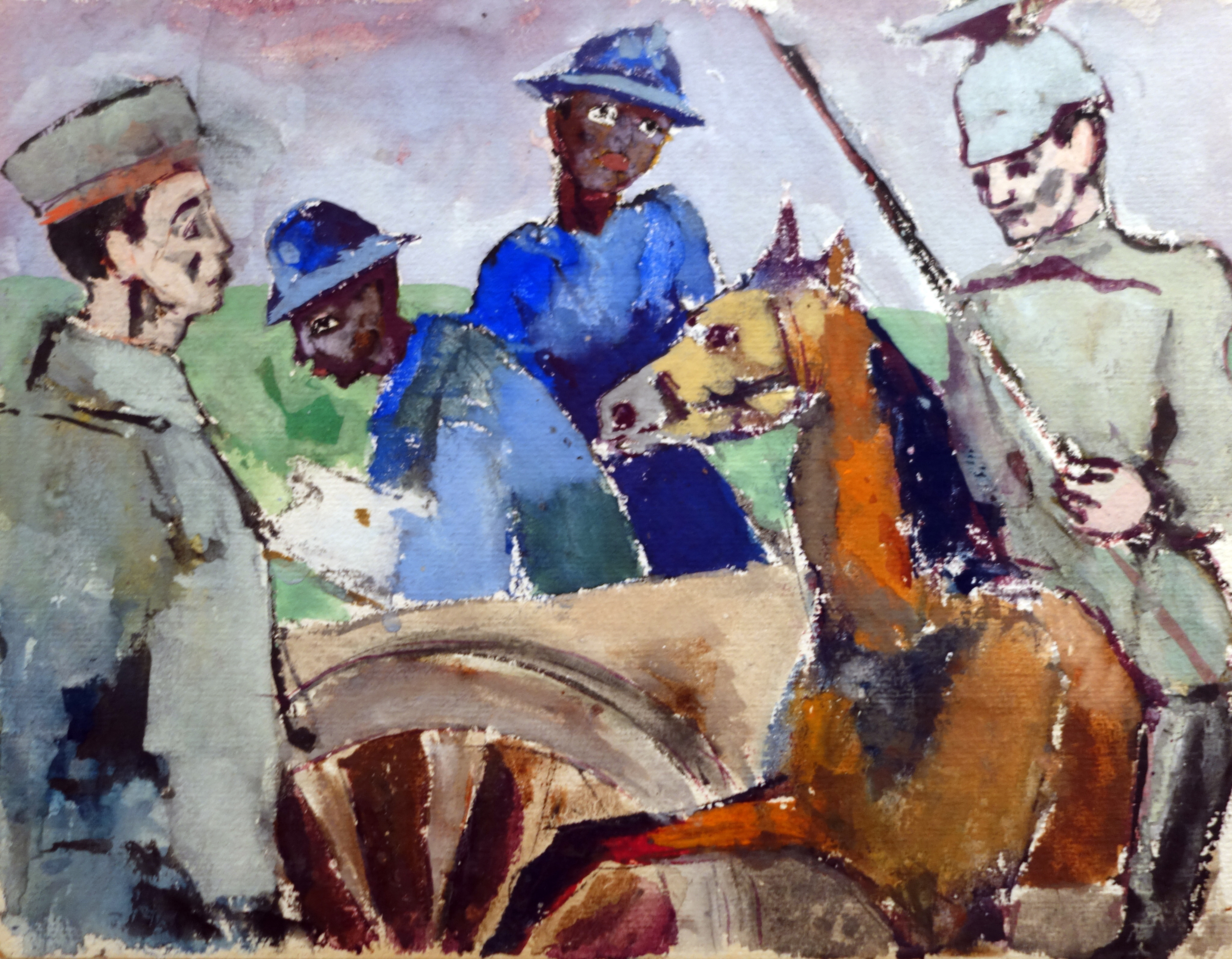
フランス植民地軍の2人の捕虜
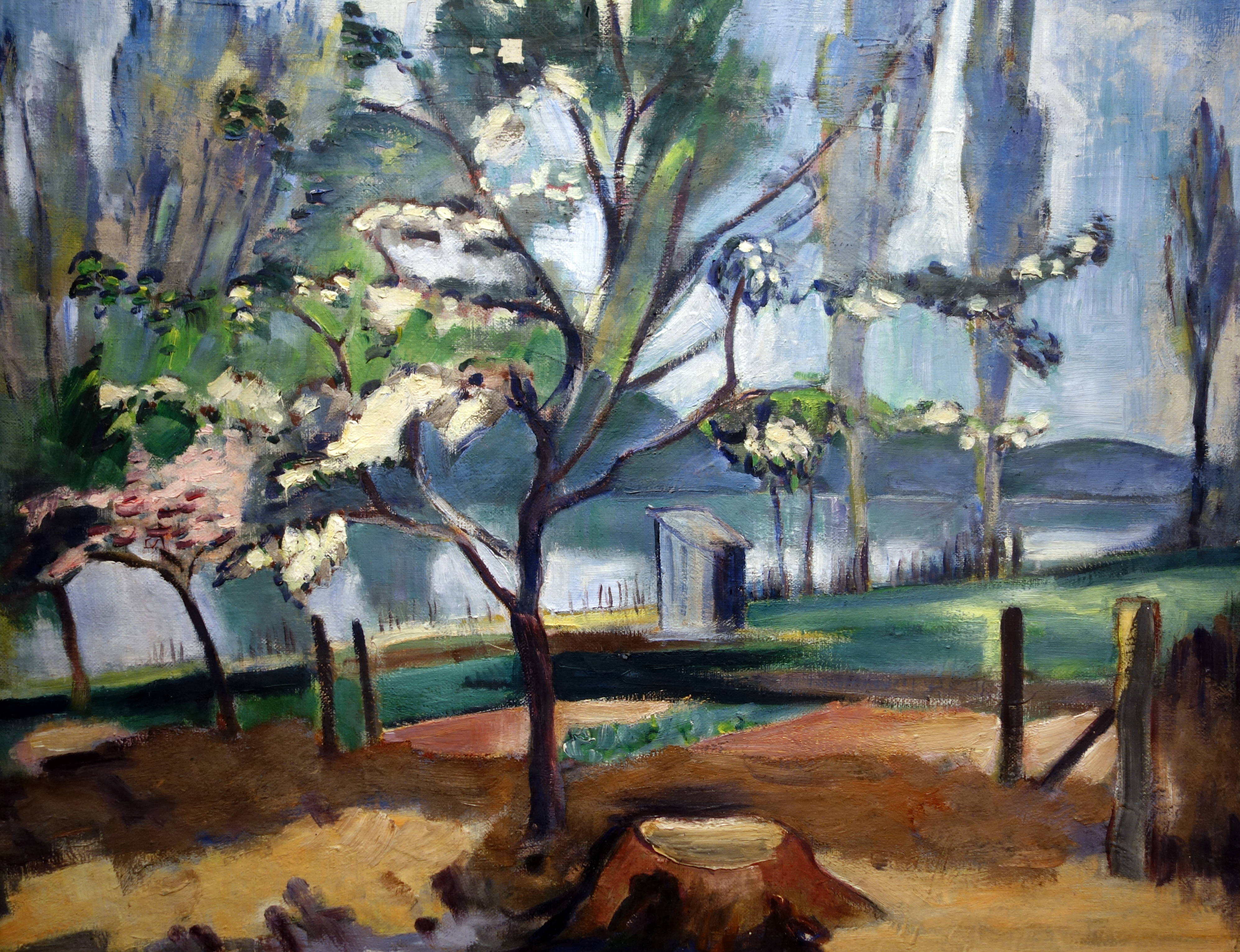
ボーデン湖の春の風景